# Vithalsad frötangara
Vithalsad frötangara (Sporophila morelleti) är en fågelart i familjen tangaror inom ordningen tättingar. Den förekommer i Centralamerika från östra Mexiko söderut till El Salvador, men även in i sydligaste Texas i USA.

## Utseende
Vithalsad frötangara är en liten finkliknande fågel. Fjäderdräkten varierar kraftigt, men alla fåglar har en knubbig mörk näbb med böjd kulmen. Vanligen uppvisar den två vitaktiga vingband. Hane i häckningstid har svart hjässa och tydligt vitt halsband, men vanligare är honfärgade fåglar som är jämnt brunaktiga, ibland med beigefärgade vingband.

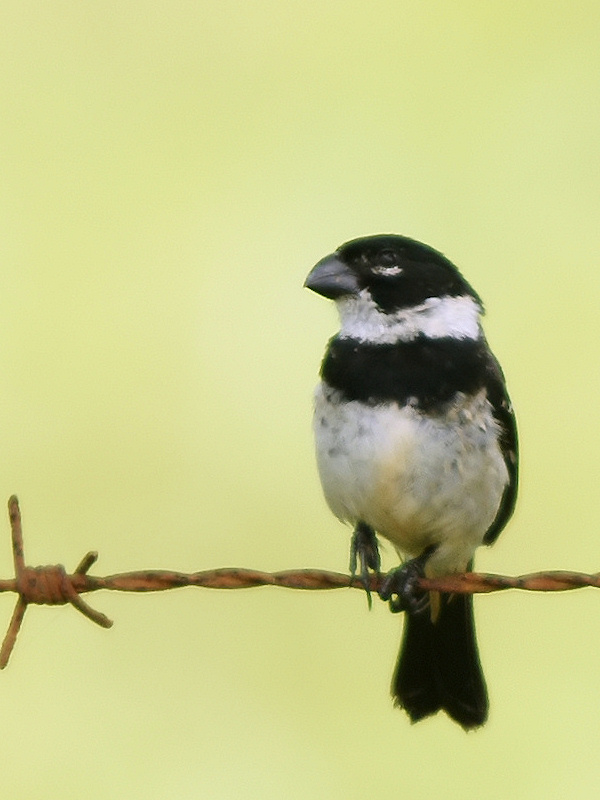

## Utbredning och systematik
Fågeln förekommer huvudsakligen i Centralamerika och delas in i tre underarter med följande utbredning:
- Sporophila morelleti sharpei – allra sydligaste USA (nedre Rio Grande-dalen i södra Texas) och nordöstra Mexiko (Nuevo León och Tamaulipas söderut genom östra San Luis Potosí till Veracruz)
- Sporophila morelleti morelleti – östra Mexiko (norra Veracruz) söderut utmed karibiska sluttningen (inklusive ön Mujeres utanför nordöstra Quintana Roo) till El Salvador och västligaste Panama
- Sporophila morelleti mutanda – södra Mexiko (södra Chiapas) söderut till El Salvador

Tidigare behandlades den som en del av Sporophila torqueola. Underarten mutanda inkluderas ofta i nominatformen.

### Familjetillhörighet
Liksom andra finkliknande tangaror placerades denna art tidigare i familjen Emberizidae. Genetiska studier visar dock att den är en del av tangarorna.

## Levnadssätt
Vithalsad frötangara hittas i gräsmarker och gräsrika områden i tropiska låglänta områden och lägre bergstrakter. Den ses ofta i flockar, gärna tillsammans med andra fröätande småfåglar.

## Status och hot
Arten har ett stort utbredningsområde och en stor population, och tros öka i antal. Utifrån dessa kriterier kategoriserar IUCN arten som livskraftig (LC). Beståndet uppskattas till 14 miljoner vuxna individer.